# Rodbina Rašid
Rodbina Rašid, imenovana tudi Al Rašid (arabsko آل رشيد Āl Rashīd; izgovorjava [ʔæːl raˈʃiːd]), je bila zgodovinska arabska rodbina, ki je obstajala na Arabskem polotoku med letoma 1836 in 1921. Njeni člani so bili vladarji emirata Ha'il in najmočnejši sovražniki rodbine Saud, vladarji emirata Nedžd. Njihovo središče je bilo v [Ḥaʼil]]u, mestu v severnem Nadždu, ki je svoje bogastvo črpalo iz tega, da je bilo na poti romanja hadža v Meko, in je bilo tudi trgovsko središče. Vladarji Ha'ila so bili sinovi Abdullaha bin Rašida, ustanovitelja rodbine.

## Zgodovina
Rodbina Rašid je svoje ime dobila po svojem predniku Abdulahu bin Ali Al Rašidu, prvem emirju, ki je začel ustanavljati emirat Ha'il. Rašidski emirji so tesno sodelovali z Osmanskim cesarstvom. Vendar pa je to sodelovanje postalo problematično, ko je Osmansko cesarstvo izgubilo priljubljenost.
Leta 1890 je Al Rašid zasedel Rijad in nato premagal saudska plemena, ki so pobegnila v izgnanstvo, najprej v Bahrajn, nato v Katar in končno v Kuvajt.
Kot pri mnogih drugih arabskih vladajočih rodbinah je bilo pomanjkanje sprejetega pravila o nasledstvu ponavljajoča se težava za Rašidije. Notranji spor se je običajno osredotočal na to, ali naj bo nasledstvo položaja emirja vodoravno (na brata) ali navpično (na sina) in je bil pogosto razrešeno nasilno. V zadnjih letih 19. stoletja je nasilno umrlo šest rašidskih voditeljev. Kljub temu so Rašidi še vedno vladali in se borili skupaj med saudsko-rašidskimi vojnami.
V prvih dveh desetletjih 20. stoletja je Arabski polotok doživel vrsto vojn, saj so Saudijci in njihovi zavezniki poskušali združiti polotok pod svojo oblastjo. Do leta 1921 je Ha'il ujel Abdulaziz Al Saud.
Nekateri člani družine Rašid so zapustili državo in odšli v prostovoljno izgnanstvo, večinoma v Kraljevino Irak, Pakistan, Oman, Kuvajt in ZAE. Do 1990-ih je bila le peščica še zunaj Saudove Arabije.

## Emirji iz hiše Rašid
1. ʿAbdulah bin Ali Al Rašid (arabsko عبدالله بن رشيد), (1836–48). Abdulah je prišel na oblast, potem ko je dobil podporo imama Faisala bin Turkija bin Abdulaha Al Sauda, da je bil uradno dodeljen in prevzel emirat Ha'il namesto trenutnega emirja Mohameda bin Alija al-Džaafarja al-Šamarija. Abdulah bin Rašid je prišel na površje po tem, ko je vodil upor (skupaj s svojim bratom, princem ʿUbajdom Al Rašīdom) proti vladarju Ha'ila, Mohamedu bin Aliju, ki je bil sočlan rodu Džaafar al-Šamari. Abdulaha so kot voditelja hvalili, ker je prinesel mir in stabilnost tako v Ha'il kot v okoliško regijo. Abdulah je od svojega brata princa ʿUbayda zahteval ahd (zavezo), po kateri bi nasledstvo emirja ostalo v Abdulahovi liniji. Kjer ga je podpiral njihov bratranec in tesen prijatelj Zamil Bin Sabhan iz družine Al Sabhan, ki je podpiral oba brata pri nasledstvu.
2. Talāl bin ʿAbdulah (arabsko طلال بن عبدالله), (1848–68). Abdulahov sin. Talala se spominjamo po svojem relativnem liberalizmu in zanimanju za gradbene projekte. Med njegovo vladavino je bila dokončana palača Barzan v Ha'ilu. Vzpostavil je redne trgovske povezave z Irakom in razširil rašidsko sfero vpliva. V 1860-ih so notranji spori v rodbini Saud omogočili zavezništvu Rašidi/Osmanov, da jih je izrinilo. Rašidi so leta 1865 zasedli saudsko prestolnico Rijad in voditelje Saudove rodbine prisilili v izgnanstvo. Talal je pozneje umrl v streljanju, ki so ga označili za "skrivnostnega". Charles Doughty v svoji knjigi Travels in Arabia Desertta piše, da je Talal naredil samomor. Talal je zapustil sedem sinov, toda najstarejši, Bandar, je imel komaj 18 ali 20 let, ko je njegov oče umrl.
3. Mutaib bin Abdulah (arabsko متعب بن عبدالله), (1868–9). Talalovega mlajšega brata so podpirali višji člani družine Rašid in šejki sekcij Šamar. Po manj kot dveh letih vladanja[2] ga je v palači Barzan ustrelil njegov nečak in naslednji emir Bandar. Doughtyjeva različica dogodkov je, da sta Bandar in Badr, drugi najstarejši sin, vrgla srebrno kroglo, da bi ubila strica, ker sta vedela, da nosi amulet, ki ga ščiti pred svincem. Henry Rosenfeld je tudi izjavil, da sta Mutaiba bin ʿAbdulaha ubila Bandar in Badr.
4. Bandar bin Talal (arabsko بندر بن طلال), (1869). Vladal je le kratek čas, preden ga je ubil njegov stric Mohamed, Mutaibov brat. Bandar naj bi se poročil z vdovo svojega strica in z njo imel sina.
5. Mohamed bin ʿAbdulah (arabsko محمد بن عبدالله); (1869-1897) Spopad zunaj Ha'ila z njegovim nečakom, mladim emirjem Bandarjem, se je končal tako, da je Mohamed ubil Bandarja. Mohamed je nato nadaljeval pot v Ha'il in se razglasil za novega emirja. Da bi preprečil možnost maščevanja, je Mohamed izdal ukaz za usmrtitev vseh Bandarjevih bratov (Talalovih sinov), Bandarjevih bratrancev (otrokov Talalove sestre) ter njihovih sužnjev in služabnikov. Preživel je le eden od Talalovih sinov, Naif. Poleg tega je odpravil grožnjo okoli sebe s strani "svojega strica" Ubaida in njegovih sinov, medtem ko se je zanašal na družino daljnih bratrancev Al Sabhan, ki so se pred njim identificirali kot podporniki njegovega očeta. Kljub neugodnemu začetku se je njegova vladavina izkazala za najdaljšo v zgodovini rodbine Rašid. Njegova vladavina je postala »obdobje stabilnosti, širitve in blaginje«.[3] Njegova širitev je dosegla al-Džavf in Palmiro na severu ter Tajmo in Khajbar na zahodu. Leta 1891 je po uporu ʿAbdul Rahman bin Faisal Al Saud zapustil Rijad. Rodbina Saud, vključno z desetletnim Ibn Saudom, je odšla v izgnanstvo v Kuvajt.
6. ʿAbdulazīz bin Mutaib (arabsko عبدالعزيز بن متعب), (1897–1906). Sin Mutʿiba, tretjega emirja, ga je posvojil njegov stric Mohamed, peti emir, in ga vzgojil za svojega dediča. Potem ko je Mohamed umrl naravne smrti, ga je Abd al-ʿAziz nasledil brez nasprotovanja. Vendar je bila vladavina Rašidov negotova, saj so bili njihovi osmanski zavezniki nepriljubljeni in so slabeli. Leta 1904 se je mladi Ibn Saud, bodoči ustanovitelj Saudove Arabije, vrnil iz izgnanstva z majhno enoto in ponovno zavzel Rijad. Abd al ʿAziz je leta 1906 umrl v bitki pri Ravdat Muhani z ibn Saudom.
7. Mutʿib bin ʿAbd al ʿAzīz (arabsko متعب بن عبدالعزيز), (1906–07). Očeta je nasledil kot emir. Vendar pa mu ni uspelo pridobiti podpore celotne družine in v enem letu ga je ubil sultan bin Hamud.
8. Sultān bin Hamūd (arabsko سلطان بن حمود), (1907–08). Vnuk Ubajda (brata prvega emirja) je bil kritiziran, ker je ignoriral ahd (zavezo) med svojim dedkom in prvim emirjem. V boju proti Ibn Saudu ni bil uspešen in ubili so ga lastni bratje.
9. Saʿūd bin Hamūd (arabsko سعود بن حمود), (1908–10). Še en Ubajdov vnuk. Saʿuda so ubili materini sorodniki Saʿuda bin ʿAbd al-ʿAziza, 10. emirja.
10. Saud bin Abdulaziz (arabsko: سعود بن عبدالعزيز), (1910–20). Kot 10-letni deček, ko je postal emir, so njegovi sorodniki po materini strani iz družine Al Sabhan v njegovem imenu vladali kot regenti, dokler ni postal polnoleten, na podlagi ustave Emara. Leta 1920 ga je umoril njegov bratranec Abdulah bin Talal (brat 12. emirja). Dve od njegovih vdov sta se ponovno poročili: Norah bint Hammud Al Sabhan je postala Ibn Saudova osma žena, Fahda bint Asi bin Shuraim Al Shammari iz dela Abde plemena Šamar pa je postala Ibn Saudova deveta žena in mati kralja Abdulaha Saudove Arabije.
11. ʿAbdulah bin Mutʿib (arabsko عبدالله بن متعب), (1920–21). Sin 7. emirja se je predal Ibn Saudu, star je bil 20 let. Kljub temu je bil eden ključnih dejavnikov poslabšanja Hail Emara.
12. Mohamed bin Talāl (arabsko محمد بن طلال), (1921). Vnuk Naifa, edinega preživelega sina Talala, drugega emirja. Žena Mohameda bin Talala Nura bint Sabhan iz družine Al Sabhan se je poročila s kraljem Abdulazizom, potem ko ga je ta zaprl. Predan Ibn Saudu. Ena od hčera Mohameda bin Talala, Vatfa, se je poročila s princem Musa'idom bin Abdulazizom Al Saudom, dvanajstim sinom Ibn Sauda. Princ Musa'id in Vatfa sta postala starša princa Faisala bin Musa'ida, morilca kralja Faisala.[4]

Obstaja težnja, da bi razvoj rodbine Rašid pripisali trgovanju in komercialni ekspanziji, vendar so prišli na dan dokumenti, ki poudarjajo pomen zunanjih pritiskov in interakcije Rašidov s tujimi vladami in voditelji, vendar Al Saudi prav tako govorijo o ista stvar, ki jih je katapultirala na oblast.

## Drugo branje
Many foreign travellers visited the Rashidi emirs at Ha'il and described their impressions in journals and books, including:
- Georg August Wallin. (1854). Narrative of a Journey from Cairo to Medina and Mecca, by Suez, Arabia, Tawila, al-Jauf, Jublae, Hail and Negd in 1845, Journal of the Royal Geographical Society 24: 115-201. (Reprinted in Travels in Arabia, New York: Oleander Press, 1979.)
- William Gifford Palgrave. (1865). Personal Narrative of a Year's Journey through Central and Eastern Arabia (1862-1863), vol. I, Macmillan & Co., London,
- Lady Anne Blunt. (1881). 'A Pilgrimage to Nejd, The Cradle of the Arab Race: a Visit to the Court of the Arab Emir and `our Persian Campaign. (reprinted 1968)
- Gertrude Bell. (1907). The Desert and the Sown (republished 1987)
- D. G. Hogarth. (1905). The Penetration of Arabia: a Record of Western Knowledge Concerning the Arabian Peninsula.
- Zahra Freeth and H. V. F. Winstone. (1978). Explorers of Arabia from the Renaissance to the End of the Victorian Era, Allen & Unwin, London.